# Блечі Врх
Блечі Врх (словен. Blečji Vrh) — поселення в общині Гросуплє, Осреднєсловенський регіон, Словенія. Висота над рівнем моря: 547,5 м.